# Thripida
Thripida – nadrząd owadów z infragromady nowoskrzydłych.
Owady te charakteryzują się kłująco-ssącym, asymetrycznym aparatem gębowym, w którym prawa żuwaczka uległa redukcji, a lewa przekształceniu w sztylet. Funkcję przekłuwającą pełnią również przekształcone w sztylety żuwki wewnętrzne. Skrzydła wyposażone są w strzępiny z długich włosków. Przednia żyłka kubitalna w skrzydle przednim jest nierozgałęziona lub w ogóle niewyróżnialna. Stopy u owadów dorosłych wyposażone są w przylgi o formie wysuwalnych w przód pęcherzyków.
|  | †Triassothripidae                                                                       |
|  |                                                                                         |
|  | †Karataothripidae                                                                       |
|  |                                                                                         |
|  | \| \| wciornastki rurkoodwłokowe \| \| \| \| \| \| wciornastki pokładełkowe \| \| \| \| |
|  |                                                                                         |
|  | wciornastki rurkoodwłokowe                                                              |
|  |                                                                                         |
|  | wciornastki pokładełkowe                                                                |
|  |                                                                                         |

|  | wciornastki rurkoodwłokowe |
|  |                            |
|  | wciornastki pokładełkowe   |
|  |                            |

|  | †Triassothripidae                                                                       |
|  |                                                                                         |
|  | †Karataothripidae                                                                       |
|  |                                                                                         |
|  | \| \| wciornastki rurkoodwłokowe \| \| \| \| \| \| wciornastki pokładełkowe \| \| \| \| |
|  |                                                                                         |
|  | wciornastki rurkoodwłokowe                                                              |
|  |                                                                                         |
|  | wciornastki pokładełkowe                                                                |
|  |                                                                                         |

|  | wciornastki rurkoodwłokowe |
|  |                            |
|  | wciornastki pokładełkowe   |
|  |                            |

|  | †Triassothripidae                                                                       |
|  |                                                                                         |
|  | †Karataothripidae                                                                       |
|  |                                                                                         |
|  | \| \| wciornastki rurkoodwłokowe \| \| \| \| \| \| wciornastki pokładełkowe \| \| \| \| |
|  |                                                                                         |
|  | wciornastki rurkoodwłokowe                                                              |
|  |                                                                                         |
|  | wciornastki pokładełkowe                                                                |
|  |                                                                                         |

|  | wciornastki rurkoodwłokowe |
|  |                            |
|  | wciornastki pokładełkowe   |
|  |                            |

|  | †Triassothripidae                                                                       |
|  |                                                                                         |
|  | †Karataothripidae                                                                       |
|  |                                                                                         |
|  | \| \| wciornastki rurkoodwłokowe \| \| \| \| \| \| wciornastki pokładełkowe \| \| \| \| |
|  |                                                                                         |
|  | wciornastki rurkoodwłokowe                                                              |
|  |                                                                                         |
|  | wciornastki pokładełkowe                                                                |
|  |                                                                                         |

|  | wciornastki rurkoodwłokowe |
|  |                            |
|  | wciornastki pokładełkowe   |
|  |                            |

|  | †Triassothripidae                                                                       |
|  |                                                                                         |
|  | †Karataothripidae                                                                       |
|  |                                                                                         |
|  | \| \| wciornastki rurkoodwłokowe \| \| \| \| \| \| wciornastki pokładełkowe \| \| \| \| |
|  |                                                                                         |
|  | wciornastki rurkoodwłokowe                                                              |
|  |                                                                                         |
|  | wciornastki pokładełkowe                                                                |
|  |                                                                                         |

|  | wciornastki rurkoodwłokowe |
|  |                            |
|  | wciornastki pokładełkowe   |
|  |                            |

|  | †Triassothripidae                                                                       |
|  |                                                                                         |
|  | †Karataothripidae                                                                       |
|  |                                                                                         |
|  | \| \| wciornastki rurkoodwłokowe \| \| \| \| \| \| wciornastki pokładełkowe \| \| \| \| |
|  |                                                                                         |
|  | wciornastki rurkoodwłokowe                                                              |
|  |                                                                                         |
|  | wciornastki pokładełkowe                                                                |
|  |                                                                                         |

|  | wciornastki rurkoodwłokowe |
|  |                            |
|  | wciornastki pokładełkowe   |
|  |                            |

|  | †Triassothripidae                                                                       |
|  |                                                                                         |
|  | †Karataothripidae                                                                       |
|  |                                                                                         |
|  | \| \| wciornastki rurkoodwłokowe \| \| \| \| \| \| wciornastki pokładełkowe \| \| \| \| |
|  |                                                                                         |
|  | wciornastki rurkoodwłokowe                                                              |
|  |                                                                                         |
|  | wciornastki pokładełkowe                                                                |
|  |                                                                                         |

|  | wciornastki rurkoodwłokowe |
|  |                            |
|  | wciornastki pokładełkowe   |
|  |                            |

|  | †Triassothripidae                                                                       |
|  |                                                                                         |
|  | †Karataothripidae                                                                       |
|  |                                                                                         |
|  | \| \| wciornastki rurkoodwłokowe \| \| \| \| \| \| wciornastki pokładełkowe \| \| \| \| |
|  |                                                                                         |
|  | wciornastki rurkoodwłokowe                                                              |
|  |                                                                                         |
|  | wciornastki pokładełkowe                                                                |
|  |                                                                                         |

|  | wciornastki rurkoodwłokowe |
|  |                            |
|  | wciornastki pokładełkowe   |
|  |                            |

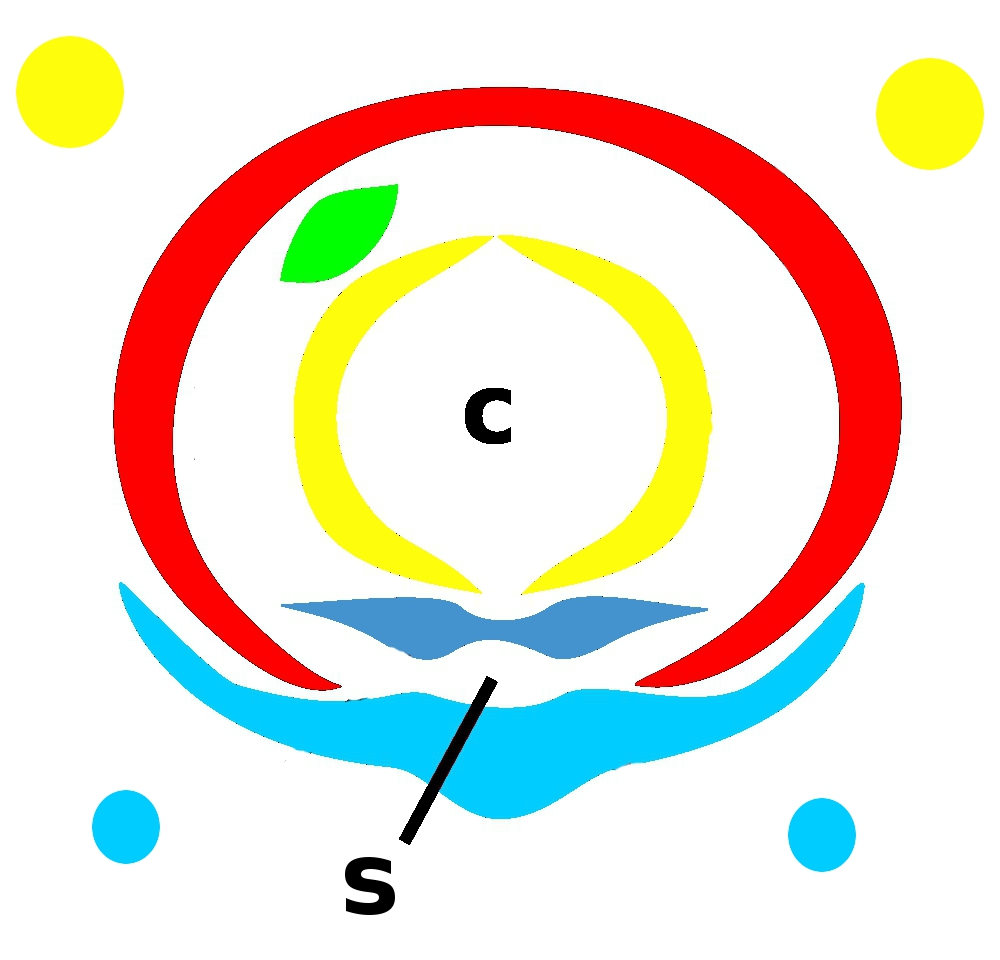
Schematyczny przekrój poprzeczny przez narządy gębowe wciornastków. Czerwony: warga górna, zielony: żuwaczka, żółty: szczęki i głaszczki szczękowe, c: kanał pokarmowy, granatowy: podgębie, s: kanał ślinowy, jasnoniebieski: warga dolna i głaszczki wargowe.

Przedstawiciele nadrzędu znani są w zapisie kopalnym od karbonu. Stosowany przez Wiszniakową w 1981 i Żerihina w 2002 podział Thripida na wciornastki i Lophioneurida został zmodyfikowany w 2007 roku przez Nel, Azara i Nel na podstawie analiz kladystycznych i nowych odkryć. Według nowej klasyfikacji do Thripida zalicza się współczesne wciornastki oraz wymarłe Zoropsocidae (łączone z wciornastkami w Panthysanoptera), Lophioneurida i Westphalothripidesidae. Te ostatnie znane są tylko z pojedynczego odcisku skrzydła, stąd nie jest jasne czy przedstawiciele tej grupy również mieli aparat gębowy jak w opisie.
Według hipotezy Grinfelda asymetryczny aparat kłująco-ssący mógł powstać jako adaptacja do wysysania ziaren pyłku, gdyż przebicie ich twardej ścianki wymaga dużej siły, którą łatwiej skumulować przy użyciu pojedynczego sztyletu. Taki sposób odżywiania wykorzystuje 6 z 9 współczesnych rodzin, a z permu znane są ślady podziurawionych zarodników roślin, które wiąże się z Thripida, gdyż żadna inna znana grupa zwierząt z tego okresu nie odżywiała się w ten sposób. Według hipotezy proponowanej w 1980 przez Mounda i współpracowników wciornastki były pierwotnie grzybożerne i miały słabo rozwinięty mechanizm ssący. Nie współgra jednak z nią fakt pojawienia się wciornastków w triasie, w czasie różnicowania się roślin szerokolistnych.